# Alejandro II de Imericia
Alexander II (en georgiano: ალექსანდრე II; fallecido 1 de abril de 1510) fue un rey de Georgia en 1478 y de Imericia de 1483 a 1510.

## Vida
En 1478, su padre Bagrat VI murió y Alejandro se convirtió en rey de Georgia, inicialmente gobernando sus dos mayores regiones, Imericia en el del oeste y Kartli en el este. Alejandro fue expulsado del reino por un príncipe rival, Constantino II. Alejandro se retiró a las provincias occidentales montañosas de Racha y Lechkhumi y recuperó Imericia tras la derrota de Constantino a manos de Qvarqvare II Jaqeli, un poderoso atabeg de Samtskhe, en 1483, pero perdió la capital Kutaisi contra Constantino otra vez un año más tarde. En 1488, Alexander aprovechó la invasión de los turcomanos Ak Koyunlu de Kartli, y tomó control de Imereti. En 1491, Constantino tuvo que reconocer a su rival como soberano independiente, y su mando quedó limitado a Kartli.
La paz entre los dos reinos Georgianos no duró mucho tiempo, y en agosto de 1509, Alejandro invadió Kartli, ocupando sus regiones occidentales así como la ciudad fortaleza de  Gori. Las noticias de que Imericia había sido asaltada por los Otomanos durante su ausencia, hicieron al rey regresar a Kutaisi, y Gori fue pronto recuperada por David X de Kartli.

## Familiar
En 1483, Alejandro II se casó con una mujer de nombre Tamar, que murió el 12 de marzo de 1510. Alejandro murió del 1 de abril de ese mismo año y fue enterrado junto con su mujer en el monasterio de Gelati, cerca de Kutaisi. Fueron sobrevividos por cuatro hijos:
- Bagrat III (1495–1565), que le sucedió como rey de Imericia.
- Príncipe David (fl. 1510 – 1524).
- Príncipe Vakhtang (fl. 1512 – 1548), en algún momento en oposición a su hermano Bagrat III.
- Príncipe Jorge (fl. 1511 – 1545), casado con una mujer llamada Ana.
- Príncipe Demetrio (fl. 1511).
- Princesa Tinatin, que se casó con Spiridon Beenashvili (Cholokashvili).
- Princesa anónima, que se casó dos veces, la segunda con Jorge, hijo de Rostom Gurieli.